# Łukasz Nowak
Pour les articles homonymes, voir Nowak.
Łukasz Nowak (né le 18 décembre 1988 à Poznań) est un athlète polonais, spécialiste de la marche.
Il obtient son meilleur temps sur 50 km lors des Jeux olympiques à Londres sur le Mall en 3 h 42 min 47 s et est finaliste lors des Championnats du monde à Moscou.